# Віковий дуб (Житомирська область)
Вікови́й дуб — ботанічна пам'ятка природи місцевого значення в Україні. Об'єкт природно-заповідного фонду Житомирської області. 
Розташована в межах Хорошівського району Житомирської області, в селі Гацьківка (подвір'я будинку № 9, вул. Корольова, садиба Паламарчука Степана Петровича). 
Площа& 0,01 га. Статус отриманий у 1998 році. 
Статус надано для збереження одного екземпляра велетенського дуба черешчатого, який є одним з найбільших дерев району. Дерево збереглось, оскільки слугувало орієнтиром на військових топографічних картах.